# Gornji Zamet
Gornji Zamet (italienska: Zamét superiore) är ett lokalnämndsområde i Rijeka i Kroatien. Tillsammans med lokalnämndsområdet Zamet utgör Gornji Zamet (Övre Zamet) vad som i folkmun vanligtvis gemensamt kallas stadsdelen Zamet.    

## Geografi
Gornji Zamet är belägen i nordvästra Rijeka och gränsar till lokalnämndsområdena Zamet i söder, Grbci och Srdoči i väster samt  Pehlin i öster. I norr gränsar stadsdelen mot bosättningen Marinići i Viškovos kommun. 

## Byggnader (urval)
- Rijekas baptistiska kyrka